# Мыло из человеческого жира

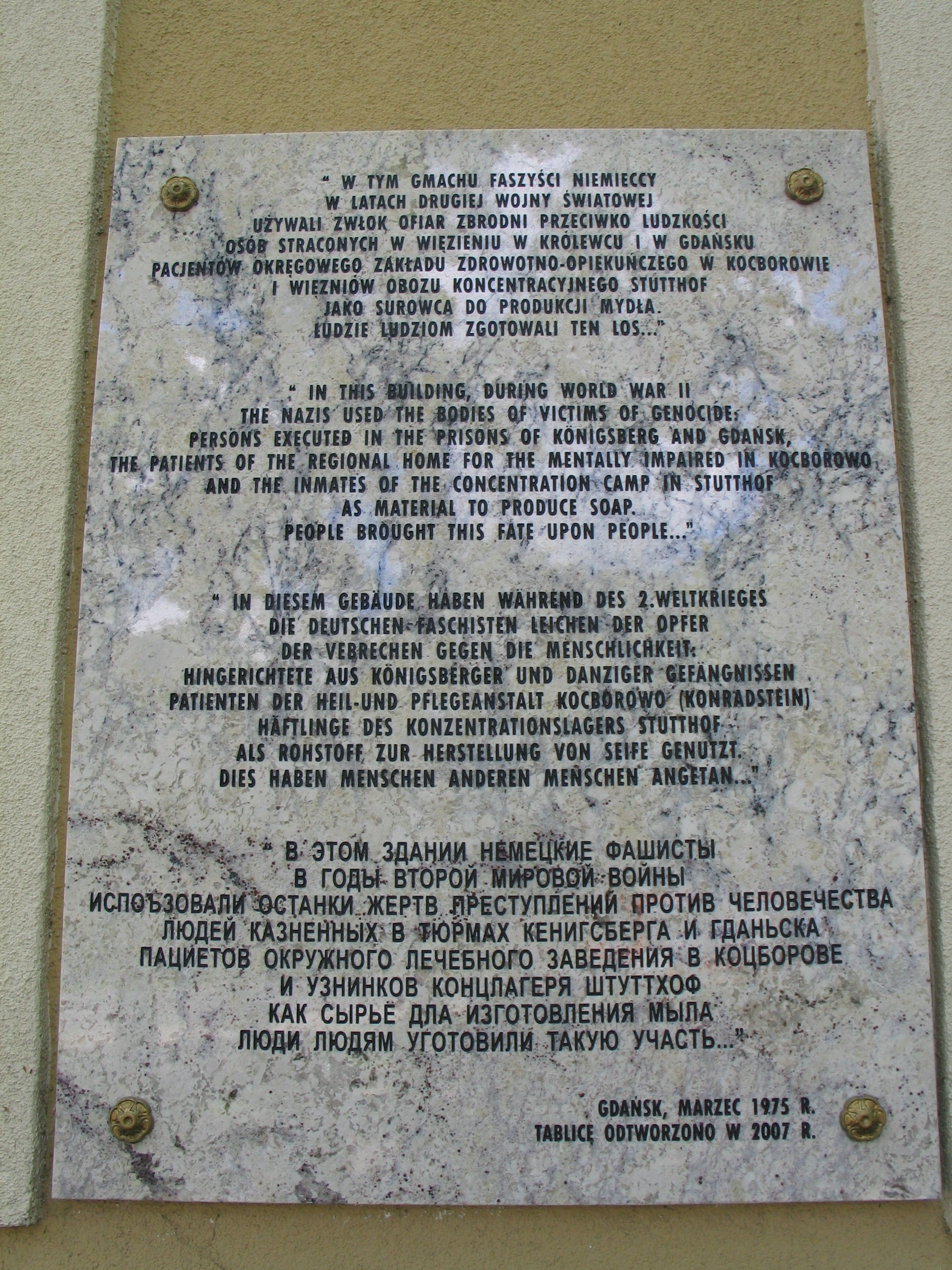
Памятная табличка на здании Медицинской академии в Гданьске с упоминанием экспериментов с изготовлением мыла

Мыло из человеческого жира — мыло, с производством которого, по материалам Нюрнбергского процесса, экспериментировали некоторые учёные в нацистской Германии. Небольшая партия была изготовлена профессором анатомического института в Данциге Рудольфом Шпаннером. Цель и масштабы этих экспериментов являются предметом исследований и научной дискуссии.

## История
Утверждения, что немцы используют мыло из человеческих трупов, появились во время Первой мировой войны. Газета The Times в апреле 1917 года заявила, что немцы производят из трупов своих солдат мыло и другую продукцию. В 1925 году британский премьер-министр назвал это сообщение ложью.
Слухи об изготовлении в Германии мыла из трупов людей вновь появились с началом Второй мировой войны. Так, аббревиатуру RJF на ящиках с мылом, производившимся в Германии, расшифровывали как Reines Jüdisches Fett («чистый еврейский жир»). В действительности она означала Reichsstelle für industrielle Fettversorgung (Государственное управление по снабжению промышленным жиром).
Позднее профессор Рудольф Шпаннер произвёл до 100 кг мыла из трупов заключённых. Показания, которые фигурировали на Нюрнбергском процессе, дали свидетели, работавшие в институте. 28 мая 1945 года Зигмунд Мазур показал на допросе, что он работал в анатомическом институте препаратором. Трупы поставлялись из тюрем Кёнигсберга и Данцига. По рецепту 5 кг человеческого жира с 10 литрами воды и 500—1000 г каустической соды варили 2—3 часа. После остывания мыло всплывало на поверхность. К смеси добавляли соль, соду, свежую воду и снова варили. Мыло имело неприятный запах, для уничтожения которого применялся бензальдегид. Мазур сообщил, что для своих нужд (для туалета и стирки) он использовал это мыло, взяв себе 4 кг.
По словам Мазура, институт посещали министр просвещения Бернхард Руст, министр здравоохранения Леонардо Конти, гауляйтер Данцига Альберт Форстер. Показания также дали двое английских военнопленных — Джон Генри Виттон и Вильям Андерсон Нили, занимавшиеся строительством в институте. Они подтвердили факт изготовления мыла из трупов.
Охотник за нацистами Тувья Фридман в автобиографической книге утверждал, что, работая следователем в только что освобождённом от немцев Данциге, он наткнулся на помещение, где проводились подобные эксперименты.

У нас было чувство, что мы побывали в аду. Одна комната была заполнена обнаженными трупами. Другая комната уставлена досками, на которых были натянуты кожи, снятые с многих людей. В другом конце здания мы нашли подробные записи и отчёты, медицинские и хирургические инструменты.
Мы вышли из этих комнат, неспособные поверить тому, что видели собственными глазами, и решили выставить охрану. Расставляя часовых вокруг этого документального свидетельства нацистского варварства, мы обнаружили гораздо меньшее строение, закрытое на тяжёлый замок. Мы ворвались и туда, и почти сразу же обнаружили печь, в которой немцы экспериментировали в изготовлении мыла, используя человеческий жир как сырьё. Несколько брусков этого «мыла» лежали поблизости.

## Современные оценки
Многочисленные рассказы о промышленном производстве мыла из тел ученые считают фольклором военных лет. В частности, этой точки зрения придерживаются историки Вальтер Лакер, Дебора Липштадт, Йегуда Бауэр и директор архива Яд ва-Шем Шмуэль Краковски. Подробно эта точка зрения была изложена профессором Иоахимом Неандером в статье «The Danzig Soap Case: Facts and Legends around „Professor Spanner“ and the Danzig Anatomic Institute 1944—1945».
В октябре 2006 года польский Институт национальной памяти завершил официальное расследование, которое подтвердило, что во время войны германский профессор Рудольф Шпаннер в Анатомическом институте неподалёку от Гданьска использовал жир из человеческих трупов для производства мыла. При лабораторном анализе того самого мыла, которое фигурировало на Нюрнбергском процессе, были обнаружены человеческие жиры. Технологии позволили доказать это преступление только в XXI веке.